# Úča roku
Úča roku (v anglickém originále Special Edna) je 7. díl 14. řady (celkem 298.) amerického animovaného seriálu Simpsonovi. Scénář napsal Dennis Snee a díl režíroval Bob Anderson. V USA měl premiéru dne 5. ledna 2003 na stanici Fox Broadcasting Company a v Česku byl poprvé vysílán 19. října 2004 na stanici ČT1.

## Děj
Edna Krabappelová řekne svým studentům, aby napsali práci o první světové válce, která má být odevzdána za tři týdny. Po vyučování je schůzka Edny a ředitele Skinnera v sadu zrušena, když Skinnera vyruší jeho matka Agnes. Barta od psaní referátu neustále odvádějí žertíky a jiné aktivity a po třech týdnech stále nezačal úkol psát. Den před termínem odevzdání požádá o pomoc dědečka a spoléhá na jeho vyprávění o první světové válce. Edna Bartovu práci odmítne, protože jako výplň použil šest stran reklam, a řekne mu, že ji bude muset po škole udělat pořádně. Když Bart po škole pod dohledem samotné Edny úkol dokončí, všimne si, že Skinner zrušil rande s Ednou v kině, když mu zavolala Agnes. Bart Ednu utěšuje a ta neochotně přijímá jeho nabídku, aby ji doprovodil na dokumentární film do kina. 
Doma Líza navrhne Bartovi, aby Ednu nominoval na cenu Učitel roku. Když je Edna informována o své nominaci na cenu Učitel roku, poděkuje Bartovi na následné tiskové konferenci. Skinner se chystá Edně poblahopřát, když mu znovu zavolá Agnes. Bart oznámí rodině, že jako nominátor odjíždí s rodinou do Orlanda na Floridě. 
Na Springfieldské základní škole je Skinner zoufalý při pomyšlení, že by Edna mohla školu opustit. Školník Willie půjčí Skinnerovi své sportovní auto, aby mohl jet do Orlanda, kde Ednu překvapí polibkem pod ohňostrojem. Vyruší je Agnes, kterou Skinner k Ednině zlosti vzal s sebou. Během příprav na slavnostní předávání cen je Skinner šokován, když se dozví, že vítěz dostane dost peněz na to, aby mohl odejít do důchodu. Požádá Barta, aby mu pomohl sabotovat Edniny šance na výhru, a musí se uchýlit k vydírání poté, co Bart zpočátku odmítne. Na slavnostním ceremoniálu musí každý finalista položit studentovi, který ho nominoval, otázku. Když se Barta zeptají, co by Edna chtěla naučit svět, předstírá, že je negramotný, dokud Skinner neprozradí pravdu. Skinner požádá Ednu o ruku a ta souhlasí. Edna prohraje s Juliem Estudiantem, ale těší se, že si Skinnera vezme.

## Produkce
Epizodu napsal Dennis Snee a režíroval ji Bob Anderson. Centrum EFCOT, které se v epizodě objevuje, je parodií na Epcot, zábavní park v resortu Walt Disney World poblíž Orlanda. V dílu hostuje americký hudebník Little Richard v roli sebe sama.

## Vydání
Epizoda byla původně vysílána na stanici Fox ve Spojených státech 5. ledna 2003 a ten večer ji vidělo přibližně 9,0 milionů domácností. S ratingem 8,5 podle agentury Nielsen se díl umístil na 18. místě ve sledovanosti v týdnu od 30. prosince 2002 do 5. ledna 2003. Byl to druhý nejsledovanější pořad na stanici Fox v tomto týdnu, hned po pozápasovém pořadu NFC.
6. prosince 2011 vyšla epizoda na Blu-ray a DVD jako součást box setu The Simpsons – The Complete Fourteenth Season. Členové štábu Al Jean, Ian Maxtone-Graham, Matt Selman, Tom Gammill, Matt Warburton, Bob Anderson, Mike B. Anderson a David Silverman, stejně jako dabérka Nancy Cartwrightová, se podíleli na audiokomentáři k této epizodě na DVD. Do box setu byly zařazeny také vymazané scény z dílu.
Colin Jacobson z DVD Movie Guide se k tomu vyjádřil: „Líbily se mi epizody, které se zaměřují na Krapappelovou, ale na druhou stranu její vztah se Skinnerem byl vždycky tak trochu o ničem. Tyto dva faktory se navzájem ruší, takže tento díl zůstává průměrný, i když zesměšňování EPCOTu získává nějaké body. Myslím, že skutečný EPCOT je vlastně docela zábavný, ale pořad přináší několik zábavných šťouchanců do něj.“.
Díl byl pracovníky serveru IGN Robertem Canningem, Ericem Goldmanem, Danem Iversonem a Brianem Zoromskim označen za nejlepší epizodu 14. řady Simpsonových. V komentáři uvedli: „V první řadě je tato epizoda, jak už název napovídá, pěknou ukázkou chudé, přepracované a špatně placené paní Krabappelové. V centru pozornosti je vztah Krabappelové s ředitelem Skinnerem. (…) Ale v této epizodě je toho mnohem víc, včetně dědečkova vyprávění o tom, jak jako čtyřletý sloužil v první světové válce; Milhouse se objeví se svým strýcem, aby se s Bartem proletěl ve vrtulníku z Blackhawk; a výlet do velmi chabě zahalené parodie na EPCOT Center Disney World (…), která je plná parodií, jako je například atrakce Svět zítřka, která je příšerně zastaralým pojetím šedesátých let minulého století v daleké budoucnosti roku 1984.“.